# Площа Чекістів (станція метротрама)
48°42′08″ пн. ш. 44°30′18″ сх. д. / 48.70222° пн. ш. 44.50500° сх. д.
«Площа Чекістів» — кінцева станція маршруту СТ-1 волгоградського метротрама. З 20 жовтня 2020 року тимчасово не працює.
Станція має єдину платформу, розташовану на розворотному кільці. Ця кінцева станція є тимчасовою. За попередніми планами вона має бути закрита після відкриття 2-ї черги швидкісного трамвая, але через проблеми з фінансуванням нову ділянку не буде забезпечений достатньою кількістю двостороннього рухомого складу і на невизначений період на лінії будуть зберігатися Татри Т3, які будуть ходити до площі Чекістів. Лише після повного оновлення рухомого складу кільце і станція будуть закриті.
Кільце розташоване на схилі яру, утвореного заплавою річки Цариця, трохи нижче однойменній площі. Станція не має великого пасажиропотоку, у великій мірі дублює «Піонерську», розташовану на відстані близько 200 метрів на іншій стороні яру, утвореного заплавою річки Цариця.
Кільце є одноколійним, але є ще одна зовнішня колія, що піднімається вгору по схилу яру, використовується для відстою спеціальної техніки і перевезення вагонів на ремонтний завод. Цікаво, що перевезення вагонів здійснюється на трейлерах, так як лінія метротрама не з'єднується з центральною трамвайної мережею Волгограда.
Раніше платформа розташовувалася в іншому місці, одразу після повороту колій з естакади у бік кільця, однак була перенесена на нинішнє місце при будівництві порталу для прямуючих під землю тунелів нині відкритої другої черги швидкісного трамвая.